# ラ・アルメイアの幻砦
『ラ・アルメイアの幻砦〜英雄たちの宴〜』（ラ・アルメイアのげんさい〜えいゆうたちのうたげ〜）はテーブルトークRPG(TRPG)『セブン＝フォートレス』のリプレイ作品。ゲームマスター（GM）兼リプレイ執筆菊池たけし。イラストは佐々木あかね。
『ゲーマーズ・フィールド』8th season Vol.1(2003年9・10月号）から9th season Vol.6(2005年7・8月号）に全12回連載された。後にエンターブレインのファミ通文庫から上下巻の形式でまとめ直され刊行されている。
『フレイスの炎砦』に続く「砦シリーズ」リプレイ第六弾として発表された。使用システムであった『セブン＝フォートレス』のルール第三版『セブン＝フォートレス V3』を事実上終息させ、ルール第四版『セブン＝フォートレス メビウス』への移行と、そこで扱われる世界観を決定づけることになった作品でもある。

## 概要
『ラ・アルメイアの幻砦』は『セブン＝フォートレス V3』で扱われている「ラース戦役」の時代設定を舞台にしたリプレイである。「ラース戦役」の時代では第一世界ラース＝フェリア（『セブン＝フォートレス』シリーズの世界）に他の菊池たけし作品のキャラクターたちが攻め込んできて大戦争がおこるという舞台設定になっているのだが、今作リプレイではその設定を前面に押し出して多数の菊池たけし作品の著名キャラクターたちが入り混じるクロスオーバー色の強い物語となっている。
今作では菊池たけし作品のうち『超女王様伝説 セント★プリンセス』『エイスエンジェル』とのクロスオーバーが主題に扱われる。『ナイトウィザード』とのクロスオーバーは前作『フレイスの炎砦』で行われていたこともあって今作では扱われていない。
リプレイ中で使われたゲームシステムは最初から最後まで『セブン＝フォートレス V3』である。製品版ルールをそのまま使っているためにゲームバランスは砦シリーズの中でもかなり安定した形で進んでいる。ただし、PCの1人シェルジュに「導王剣」というルールブックには掲載されていないオリジナルアイテムが渡されており、このアイテムが良くも悪くもゲーム中の戦闘バランスに大きく影響している。
ストーリーは戦記物語ということもあって、全体的に暗い影が覆っている。物語は序盤からシリアスな色が強く押し出され、迫り来る世界の危機に対してPCたちは悲壮な決意が求められるようになる。そして最後は世界の完全な崩壊こそ免れたものの、「砦シリーズ」では初めてのバッドエンドで終了、世界の危機は救われないまま終わってしまう。「砦シリーズ」の中ではかなりの異色作と言えるだろう。

## あらすじ
七紋章暦007年。ラース＝フェリアは異世界からの侵攻により滅亡の危機に瀕していた。
この危機に際して、タカ派で知られるシェローティア地方の支配者空導王アンブレアス・ガェアは世界中に対して号令をかけた。やられる前にやれ、と。
ここにラース＝フェリアの全軍を持って異世界侵攻軍の基地を攻撃する逆侵攻作戦が開始された。空導王の息子でる勇者シェルジュ、勇者の介添え人カリン、空導王配下の神姫ユースと人造天使グルスの4人もまたその作戦に参加することになる。
しかし、戦場の中で彼らはありえないものを見ることになる。聖金姫、闇皇姫、第五天使センカ、闇騎士ブラス……かつての戦いで死んでいったはずの英雄たちが蘇りラース軍に襲い掛かってきたのだ。そして勇者は想い人であるフィリアと共に死に、冥界に落ちてしまう。
彼らはそこで冥界の魔王デスノートと出会う。魔王はこの世界では存在しえない「死者を復活させる技」を持つという。その力を以ってフィリアは復活するが、それは魔王が仕掛けた狡猾な罠でもあった。
魔王デスノートの復活の技とは、死者と生者の生命を共有させ、死者にかりそめの生命を与える究極の邪法だったのである。ラース戦役で死んでいったかつての盟友たちが生を取り返したいあまりに魔王と契約し蘇ってくる。かつての仲間同士の絶望的な殺し合いの中で勇者たちは魔王デスノートを討つことを決意する。しかし、それは更なる悲劇の序章でしかなかった。魔王デスノートは勇者の愛する者と命を共有していたのである。
デスノートを討つことで、自らの手で愛する者の命を断った勇者シェルジュ。しかし、勇者を襲う悲劇はこれだけでは終わらなかった。「戦いを勝利に導く」と運命づけられた勇者を苦しめるため冥界の陣営は更なる苦悩を勇者に与える。冥界の陣営は彼らが復活を目論む守護者エルオースと勇者シェルジュの生命を魔王デスノートの力で共有させていたのだ。
敵を倒すには自分の生命をかけなくてはならない。絶望的な状況の中でわずかな希望を信じ、勇者たちは決戦に赴く。

## 登場人物・用語

### プレイヤーキャラクター
プレイヤーによって操作するキャラクター。PC。名前の横にカッコで記述されているのはプレイヤー名である。キャラクタークラスについてスラッシュで複数かかれている場合はマルチクラスおよびクラスチェンジによりクラスを複数有していることを表す。キャラクタークラスの横のレベルはそのリプレイ開始時のものである。
属性についてはスラッシュをはさんで左側が第一属性、右側が第二属性となる。
シェルジュ＝ガェア (大畑顕)
キャラクタークラス : エクセレントウォーリア (Lv.2) / レリックユーザー (Lv.1)
属性 : 〈空〉 / 〈炎〉
解説 :空導王アンブレアス＝ガェアの息子（養子）。17歳。若年ながら神聖騎士団の団長を任されている。勇者としての素質があり十分な強さもあるのだが、父があまりにも偉大すぎるためにそれがプレッシャーになって、必要以上に卑屈で三下な性格になってしまっている。副団長のフィリアとは「ちょっぴりいい関係」で互いに惹かれあっている。
冥界への逆侵攻作戦に際し「戦いを勝利に導く運命に選ばれた勇者」としてカリンに見初められる。事実、シェルジュが死ぬとこの戦いは決してラース陣営が勝つことはできない仕組みになっており、冥界の陣営はいかにシェルジュをこの戦いから排除するかを計画しつづけ、シェルジュに対して執拗なまでの悲劇を与えていった（事実、シェルジュは悲劇に耐えかね、何度も戦いから逃げ出そうとした）。
今作のオープニングでは神聖騎士団団長という立場が裏目に出て、当然のように神聖騎士団ネタの洗礼に会い、率いていた部隊が全滅してしまう。シェルジュも死亡して冥界に落ち、魔王デスノートに「生き返らせてあげるから地上に戻った後は戦いから身を引け」と契約をもちかけられるがそれを拒否、代わりに異世界の蘇生アイテム「ゾフィの魂」により生還を果たす。しかしフィリアは魔王デスノートの力によって復活してしまったため、シェルジュは世界を救うためにフィリアを間接的に殺すはめになってしまう。
その後、シェルジュに使われた「ゾフィの魂」に実は守護者エルオースの分身の一つとシェルジュの生命を共有させるための呪いがかけられていたことが判明する。エレナがゾフィの魂でシェルジュを復活させるようカリンに命じたのは、シェルジュが魔王デスノートの提案に乗らない可能性を考えてである。シェルジュが倒されるとエルオースの一つも死ぬということでエレナ側にもリスクのある計画だが、エルオースは八つに分かれていることを利用して「たとえ運命の勇者であるシェルジュがエルオースの一つを倒せても、それと同時にシェルジュも死ぬため、残りの七つで古代神復活という計画は達成できる」と踏んだのである。結局、様々な努力をしたにもかかわらず、シェルジュはエルオースの分身の一つと相打ちになってしまい、ラース＝フェリアは闇に落ちることとなった。

カリン＝ソロモン (小浜智)
キャラクタークラス : プリースト (Lv.3) / バード (Lv.0)
属性 : 〈幻〉 / 〈海〉
解説 :幻導王フィルナ＝メイに仕える神官。わずか13歳の少女であるが、「世界を救うべき英雄を知ることができる」という天性の能力があり、事実カリンはこれまでに32人もの勇者を見出して世界を救ってきた。その能力と実績から幻導王に重用されている。但し過去に彼女が見出した勇者は、世界の危機は救うものの一人残らずその戦いで死亡しており、それ故カリン＝ソロモンの名は世の勇者たちから「死神神官」「死神カリン」といった名で恐れられている。カリン自身はそれを不名誉と思っており、勇者を生かして使命を果たすことを目標としている。
シェルジュとは幼馴染で恋心を抱いている。ただしシェルジュ自身はフィリアと相思相愛なので基本的に片思いである。多少強引なところがあり、シェルジュを振り向かせるためにフィリアとは激しい恋の鞘当てを行った。
カリンは今作の戦いにおいて、シェルジュが「世界を救うべき勇者」であるとの直感を受けた。そのため、今作では最大限の努力でシェルジュを生かしたまま使命を成し遂げさせようとすることになる。

ユースディール＝ウィート (矢野俊策)
キャラクタークラス : プリンセス (Lv.1) / エクスプローラー (Lv.1) / ヘヴィアームズ (Lv.1)
属性 : 〈金〉 / 〈木〉
解説 :第三世界エル＝ネイシアの神姫の一人（神姫は男性でもプリンスとは呼ばれない）。宰相セルヴィの中に悪を見てエル＝ネイシアの軍を離反し、空導王の配下となった。現在はラース陣営の神姫としてかつての友軍相手に戦っている。愛称は「ユース」。
神姫に覚醒する前は聖金姫の寵愛を受けていた下僕で、彼を神姫に任命したのも聖金姫である。しかしその聖金姫が冥界の陣営として復活したため、ユースはかつて命を捧げることも辞さないほど敬愛していた聖金姫と戦いあうという宿命に立たされることになる。
とてもナルシストで、戦いの中でも常に優雅であることを信条とする。また豪奢であることを好み、戦場であろうとも無駄に金をかけた衣装や調度品を下僕に用意させるなど、「空気が読めない金持ち」な面も多々見受けられるが、正義と真実を愛する心根だけは本物であり、かつて「ちょっぴりいい関係」だった聖金姫相手でも、世界の平和を脅かす敵として立ちふさがるならば刃を向けることを躊躇しない（これは下僕あがりの神姫には通常ありえない精神構造である）。

グルス＝デキス (李重燁)
キャラクタークラス : エンジェル (Lv.1) / メイジ (Lv.2)
属性 : 〈水〉 / 〈風〉
解説 :第五世界エルフレアの人造天使の一人。特別に調整された世界でただ一人の「第四期型」の人造天使で、その莫大な力を暴走させないように普段は右腕を拘束衣で封じている。人造天使計画のリーダーであるミカエルとは「ちょっぴりいい関係」であったが、ミカエルの中に古代神の影を見たグルスはエルフレアの軍を離反し、空導王の配下となった。
「くっくっく」と低い声で邪悪に笑う癖があり、拘束衣のインパクトもあり一見悪役にしか見えないが、カリンの恋をひそかに応援するなど意外にお茶目な面も見られる。
「第四期型人造天使」であるグルスの中には特別に強力なダークシードが埋め込まれている。実はグルスに強力なダークシードが埋め込まれたのはミカエルによるエルオース復活計画の一環である。グルスはダークシードを育て護るための「器」として選ばれた存在であり、またミカエルがグルスを侵攻軍の一員としてラース＝フェリアへと向かわせたのは、ダークシードをラース＝フェリアへと安全に運ばせるためでもあった。グルスの中で大きく育ったダークシードはエレナによりグルスの体内から取り除かれ、エルオースの分身の復活のための魔力として使われた。

### ノンプレイヤーキャラクター
GMが操作するキャラクター。NPC。
フィリア
神聖騎士団の副官で、シェルジュの同期生の少女。シェルジュにとっては「空導王の息子」というレッテル抜きに等身大で語り合える数少ない相手である。シェルジュとは互いに惹かれあっているようだがまだ恋人というほどの関係ではない。シェルジュを巡ってカリンとは喧嘩をする仲でもある。
逆侵攻作戦において冥界から蘇ってきた戦士たちの襲撃を受け、シェルジュとともに死亡し冥界に落ちる。しかしそこで魔王デスノートによって強引に復活され、ゾフィの魂を使って生き返ったシェルジュとともに地上へ帰還。冥界陣営と再び戦うこととなるが、実はフィリアは魔王デスノートと生命を共有しており、魔王デスノートを倒すと自らも死ぬ運命にあった。
それを知りつつ、シェルジュには真実を告げずに魔王デスノートとの決戦へ笑顔でシェルジュを送り出し、そしてシェルジュが魔王デスノートにとどめを刺したと同時に死んでいった。

魔王デスノート
冥界の墓所の管理人である道化姿の魔王。通称デス様。「最弱の魔王」を自称し、実際に戦闘力はかなり低い（素手のシェルジュに殴り飛ばされるほど）。しかし彼は「死者の魂を生者の魂と強引に共有させて死者を蘇らせる」という究極の邪法を使うことができ、その力で自らに従うと契約した亡者たちを蘇らせた。
「此度の戦いを決する運命を持つ勇者」であるシェルジュを戦いから遠さけるべく「復活させてやるから戦いからは身を引け」と契約をもちかけるシェルジュはこれを拒否。シェルジュは結局「ゾフィの魂」で蘇ることになる。
フィリアだけは「サービス」の名目で強制的に蘇生させているがこれは彼がしかけた復讐への保険である。実はデスノートは蘇生の際にフィリアと魂を共有しており、デスノートが死ぬと同時にフィリアも死ぬことになっていたのだ。
さらに事前に複数の魂と生命を共有していたため、シェルジュにより殺された後に復活していたのだが、その後エレナに襲われて体を取り込まれ、「魂を共有する力」までも奪われてしまう。
コミック『DEATH NOTE』との関連性については#魔王デスノートの名前についての節を参照。

エレナ
幻導王の側近である女神官。カリンにシェルジュを復活させるための「ゾフィの魂」を託した。しかしその正体は古代神たちに仕える神官で、守護者エルオースの復活を目論んでいた。
リプレイ後半では魔王デスノートから「魂を共有する力」を奪い、それを利用してPCたちを翻弄する。

空導王アンブレアス＝ガェア
シェローティア地方を治める導王にしてシェルジュの義父。世界を救うためならば犠牲も辞さないというタカ派で、行動力と決断力がある。しかし、彼の手段を問わない強引な手法には疑問の声があがることもある。今作ではラース陣営の全軍をもって異世界の軍を同時に叩くという「逆侵攻作戦」を提案し実行した。

幻導王フィルナ＝メイ
ラ・アルメイア地方を治める導王。外見は少女だが実年齢は不詳。今作ではラ・アルメイアでの戦いにおいて空導王率いるラース軍がこの地に集結しているため、首都イス・フィアにある幻導王の居城がPCたちの拠点となる。

聖金姫 (セント★ゴールド)
第三世界エル＝ネイシアの守護天使である聖姫の1人。九姫争乱の後にその聖姫としての力を天に返して、人間として生まれ変わった。ブロンドの縦ロールが印象的な高貴な女性。
人間になってからも下僕たちを統率する司祭として君臨していた。ユースディールが仕えていた姫でもあり、ユースを神姫に任命した人物でもある。
冥界の走狗である暗殺者タナトスに殺されて冥界に落ち、その後魔王デスノートにより復活されラース軍の敵として襲ってきている。復活後はかつての聖姫の力を取り戻しておりかなりの強敵になっている。ユースとは過去の因縁からくるライバル関係で今作中では何度もぶつかりあった。
聖金姫はエルオース復活の陰謀を止めるためにあえて冥界の従僕としてふるまっていた。自分がどれだけ頑張ろうとすでにエルオースが目覚めるための計画は万全であり、阻止はできないことを知った聖金姫は、エルオースをあえて目覚めさせて完全復活までのわずかな隙(3分間)でエルオースを再度殺すことを目的としていたのである。その計画は冥界陣営には完全に隠して行われ、PCたちに対してもエルオース復活の瞬間まで敵の立場を貫き通した。エルオース復活後は再殺のためにPCたちと共闘する。

闇皇姫 (シャドウ★ネメシス)
第三世界エル＝ネイシアの守護天使である闇姫の1人。九姫争乱の際は古代神エルヴィデンスをたばかって逆にその力を取り込み世界を滅ぼそうとした魔王級の姫。その結果殺されて冥界へと落ちた。<皇>の属性にふさわしい傲慢なまでのカリスマを持つ悪の姫である。今作では魔王デスノートによって冥界陣営の将の1人として蘇らされ、聖金姫らとともにPCたちと敵対する。
闇皇姫は強い野望を持つ悪の姫だが、全次元を巻き込む危機である今作の物語では聖金姫に協力してエルオース復活を阻止しようと暗躍する。最終決戦では闇姫としてのプライドを捨て去ってまでもただの人間であるシェルジュを護るための盾となることに徹し散っていった。

第五天使センカ
第五世界エルフレアの第一次人造天使の1人。無口系美少女。第一次堕天使戦争の際に天使化の失敗で堕天使化してしまい人類の敵に回ってしまい、そのため仲間だった第一天使セラに殺されて冥界へと落ちた（GMの菊池たけしいわく、読者人気が最も高かった天使で、死亡した際には抗議の葉書が殺到したとの事）。今作では魔王デスノートによって冥界陣営の将の1人として蘇らされ、聖金姫らとともにPCたちと敵対する。
センカもまた聖金姫と同じくエルオース復活阻止を目的として暗躍していた人物である。センカは真のエンジェルシードを体内に宿したまま冥界に落ちた天使であり、最終決戦ではエンジェルシードを奪われたグルズに自らのエンジェルシードを譲渡し自分は散ることになる。

闇騎士ブラス
『フォーチューンの海砦』第一部のボスキャラだった闇の騎士。今作では魔王デスノートによって冥界陣営の将の1人として蘇らされ、聖金姫らとともにPCたちと敵対する。『海砦』リプレイでは海の宝珠と同化して無限の力を手に入れていたが、今作でも海の宝珠のレプリカを使うことで当時の戦闘力を再現している。そのため、ブラスのデータは『海砦』リプレイで使われたときと全く同じ数値が使われている。魔王デスノートとの決戦時にPCたちに再殺され冥界へと還って行った。

500m級精霊獣
『フォーチューンの海砦』第二部のボスキャラだった「落ちた精霊獣」の最終形態。あまりに圧倒的な存在ゆえに『海砦』リプレイでは倒すことが不可能だったが、今作でも倒せるような「敵キャラクター」ではなく、一種の自然災害のようなものとして扱われている。この精霊獣も魔王デスノートにより復活された存在である。
冥界陣営の移動要塞のような形で使われていて、亡者の軍とともにラ・アルメイアを蹂躙した。500m級精霊獣からは常に冥界の瘴気が吐き出され、精霊獣が移動した後の地は激しく荒廃することになる。また、この瘴気に触れた者は魔王デスノートによって強制的に「生命のリンク」をかけられてしまうこととなる。

ミカエル
第五世界エルフレアのエイサー王国宰相。堕天使戦争のときは作戦指揮官を行っており、現在でもラース侵攻計画の長として現場を取りしきっている。人造天使計画を再始動させたのも彼女であり、グルスの素質を見抜いて特別なダークシードを移植した人物でもある。長髪の金髪に黄色のドレスが特徴。
元来はくだけた性格の明るい女性なのだが、国と民を護るために無理して自分を抑えている。その心の隙をつかれてか古代神の精神支配下にあり、エルオース復活を目指して秘密裏に様々な陰謀を働いている。しかし、ミカエル自身は自分が古代神の支配下にあることは自覚していない。
読者参加企画『エイスエンジェル』では淡い恋心を利用されて男に騙されつづけた悲劇のヒロインとしての役どころであったが、今作では逆に自分に惹かれている男（グルス）を騙して利用する役どころとなる。

守護者エルオース
神話に語られているラース＝フェリアの失われた守護者。古代フロレターリア文明時代を支配していた16人の神王のうち、霊王イクツェルら8人の神王が天上界の神々に対して反乱をおこし、残る8人の神王はそれに反対して神王同士の戦争がおこった。この結果、霊王の一派は敗れ、勝利した8人の神王はその功績をたたえて天上界に昇り守護者に列せられることになるのだが、この8人のうちでエルオースといわれる神王のみは天に上る途中で冥界の勢力につかまり堕落してしまった。神の力と魔の力を両方あわせ持つエルオースは八大神の手によってバラバラに砕かれ、そのカケラは主八界にそれぞれ封印された。
八大神が降臨してまでエルオースを封印したのは、エルオースが神の力を持つために冥界に封じられた古代神や冥魔たちを自在に解放させることができるからである。エルオースの復活を計画する古代神の神官エレナの陰謀を止めることが今作のストーリーの骨子であった。殺されてもすぐに再生するという能力をもち、八大神の封印はその再生能力を封ずるものであった。封印が解かれたエルオースを殺すのは「戦いに勝利するという運命が与えられた勇者」であるシェルジュ以外には不可能である。

### その他の登場人物・用語など
神姫 (エターナル★プリンセス)
第三世界エル＝ネイシアにおける上位下僕。かつてこの世界を導いた第三世界エル＝ネイシアの守護天使である「聖姫 (セント★プリンセス)」の力の一部を受け継いだ者たちである。聖姫がその力を天に返して後に、星王神エルンシャがセルヴィの願いを受けて、聖姫の力を薄めて多数の下僕に分け与えて神姫が生まれた。しかしこれは古代神の従僕である宰相セルヴィの罠で、神姫ははじめからラース＝フェリア侵攻のための兵力として作られたものだったのである。
神姫は下僕たちのリーダーとして、かつての聖姫のように下僕をこき使うことができる。しかし神姫もまた本質は下僕であるために更なる上位存在からの命令に対して疑問を抱けるものは少ない。だが、その中でもごく一部の神姫はラース戦役の現状について自分の意思で善悪を判断し、エル＝ネイシアを裏切りラース＝フェリアの陣営についたものもいる。そのような神姫を『セブン＝フォートレス V3』ではキャラクタークラスとして選ぶことができる。信念の元に現状に反逆する意思をもつ「目覚めた神姫」たちは次代の聖姫に覚醒する可能性を持つ。

オルタナティブエンジェル
第五世界エルフレアにおける新型の人造天使。第三期型人造天使とも呼ばれる。第二次堕天使戦争で作られた闇の天使たちをさらに改良した存在。『セブン＝フォートレス V3』ではキャラクタークラスとして選ぶことができる。
読者参加企画『エイスエンジェル』第二部では、失われたエンジェルシードの量産型として黒いシード「ダークシード」が作られて新型の人造天使が誕生することになる。これが「闇の天使」である。このダークシードの触媒となっていたのが「エイサー王国の地下に封じられていた古代神と第一天使セラ」であった。つまり、古代神の冥界の力とセラの天界の力を掛け合わせたものがダークシードなわけである。なお、今作ではこの「地下に封じられていた古代神」は実際には古代神ではなくエルオースの神玉であったことが明かされている。
ダークシードは冥界に関係する力であるため危険視され一旦はこの技術は封印されたが、エイサー王国の宰相ミカエルによって再研究が始まり新型のダークシードが開発された。それが現在のオルタナティブエンジェルが体内に宿すシードである。
オルタナティブエンジェルの基本能力はかつての「闇の天使」と同程度であるが成長の可能性はすさまじく、シードと適応力の高いものは真の守護天使を凌駕する存在にまで進化を遂げることが可能とされる。

古代神
はるかな古代、超至高神に作られた108の神々のこと。超至高神の指揮のもと世界創世に携わったが、この世界の支配権を求めて超至高神に反乱をおこし、冥界へと封じられた。古代神は常に復活のチャンスを目論んでおり、眷属たちを操り主八界の中で復活の手段を探索させている。主八界および主八界の神々の項目も参照のこと。

ラース戦役
『セブン＝フォートレス V3』の時代において勃発した異世界間戦争。第三世界エル＝ネイシア、第五世界エルフレア、裏界の三界がラース＝フェリアに攻めてきている。
この戦争を起こした黒幕たちが古代神であることはV3ルールブックでも示唆されているが、今作では古代神たちの目的が主八界の神玉を覚醒させることで、ラース＝フェリアへ攻め込んだのもその計画の一環であることが明かされる。

冥界
太古に存在していた混沌を封ずるために作られた世界で、現在では古代神やその眷属である冥魔を封ずる世界として利用されている。近年になって冥界と人間界との間をつなぐ次元の穴「クリーチャーホール」が様々な主八界で開くようになって世界を混乱させている。
今作では神聖騎士団の団員などの死者が冥界に落ちてしまう描写があるが、これは死者は善人悪人に関わらずこの世界では冥界に落ちてしまうことになっているのか、冥界の勢力に殺されたから死者の魂が冥界に引きずり込まれているのかは不明である。

生命のリンク
魔王デスノートが持つ究極の邪法。生者の生命と死者の魂を強制的に共有させることにより、死者を地上に生還させることができる能力。リンク先の生者が死ぬと蘇った死者は生命の供給元を失い再び死んでしまう。逆に、蘇った死者が再び死んでしまった場合はリンク先の生者も同時に死んでしまう。
生命のリンクは魔王デスノートが生者に紋章を打ち込むことで行われる。この紋章の打ち込みは冥界の瘴気に街や村を包むことで大量の人間に同時に打ち込むこともできる。魔王デスノートはこの力を利用してラース陣営を苦しめた。まず冥魔の軍勢を使って大量の生者を殺し、冥界に落ちた彼らと契約して大量の「蘇った亡者」を冥界の戦力として地上に復活させたのである。冥界の軍勢を倒すたびに同じ数だけの生者が死んでいくため、ラース陣営は戦いにくい状況に立たされた。なお、蘇った亡者がもう一度死ぬと二度と復活できない。また、このリンクの力を持つ魔王デスノートが死ぬと全てのリンクは効力を失う。しかし今作では魔王デスノートが死ぬ直前にリンクの力がエレナに吸収され、リンクは引き継がれてしまうことになった。
生命のリンクは死者と生者だけでなく生者同士をつなぐこともできる。その場合、どちらかが死ぬとリンクされた方も巻き添えで死ぬことになる。最終決戦ではこのことが重要な鍵になった。
最終決戦では、復活したエルオースの8分の1とシェルジュがリンクされてしまい、エルオースを倒した場合シェルジュも死んでしまい、残り七つのエルオースを倒すことが不可能になるという罠が仕掛けられた。これを回避する方法はエレナを先に倒すことであったが、エレナは同時に複数の人間と生命の共有をしていたため、一度死んでも数秒後には別の相手の生命を使って蘇ることができる。そのためPC側の勝利条件はエレナを一度倒してからその復活までのわずかな時間（5カウント）でエルオースを倒すことであった。そのうえ戦闘の猶予期間はエルオースが完全防御結界を張り終えるまでの3ラウンドしかないという厳しいものであった。PCたちはエルオースとエレナの双方へ同時にダメージを与えつつ、三ラウンド目にエレナを倒してその直後にエルオースを倒す計画だったが、三ラウンド目に入ったときにエレナを攻撃したユースがクリティカルを出した結果、エルオースのHPがまだ高い時点で予想よりも早期にエレナを倒してしまうことになる。この結果、エレナ復活までにエルオースのHPを削りきることは導王剣を使う以外に不可能となり、しかし導王剣を使うと必ずシェルジュは死ぬという局面に立たされてしまった。シェルジュの死の回避は「戦闘から逃亡してエルオースを完全復活させること」以外になくなり、シェルジュは最終的に死を覚悟してエルオースの8分の1を倒したが、残りの七つは復活したためにラース＝フェリアは闇に落ちることとなった。

ゾフィの魂
第五世界エルフレアにあるアーティファクト。エレナが準備していたアイテムでシェルジュを復活させるために使われた。主八界では死者を復活させるような魔法やアイテムは基本的に存在しないことになっているため、ゾフィの魂はイレギュラー中のイレギュラーである。（魔王デスノートの生命のリンクは正確には死者の生命を復活させているわけではない）。元々は読者参加企画「エイスエンジェル」で登場したアイテムで、名前の元ネタは特撮ドラマウルトラシリーズに出てくるゾフィー（加えて、ウルトラマン最終回におけるエピソード）。
ゾフィの魂には事前にデスノートの紋章が彫られており、ゾフィの魂で復活したシェルジュは強制的にエルオースと生命のリンクが成されてしまった。

神玉
8つに砕かれたエルオースを封印している巨大な宝玉。「黒の月」とも呼ばれる。主八界のそれぞれの世界において守護者に近しい位置に封印されていた。第三世界エル＝ネイシアでは月女王アンゼロットが治めていた月の都ヴァレリアの地下、第五世界エルフレアではエイサー城の地下、第八世界ファー・ジ・アースでは異次元のアンゼロット宮殿の内部、そして第一世界ラース＝フェリアではラ・アルメイアの幻砦が神玉が保管されていた場所であった。
エルオース復活に与している者たちは主八界のそれぞれに手先を送り出し、権力者を操ったりして神玉の封印を同時に解くことを計画する。今作の後半でそれは実行され、8つの神玉はラース＝フェリアに集まりエルオースの復活が始まった。

導王剣
シェルジュが空導王より賜った剣。古代兵器であり七導王さえも使うのをためらったといわれる危険な武器である。この剣は通常状態ではなまくらなのだが、自分のヒットポイントを削ることで攻撃力が倍加していくという特性をもっている。導王剣は「現在ヒットポイントと最大ヒットポイントを、1/(2のn乗)とすることで攻撃力をn倍する」という計算式となる。つまり攻撃力2倍にする場合は現在ヒットポイントと最大ヒットポイントが1/4に、3倍する場合は1/8、4倍する場合は1/16、5倍に至れば1/32にまでなる。
GMの菊池たけしは「ファンブルが出やすいこのゲームにおいて、たとえどうしようもなくなった時でもこういったアイテムがあれば状況を逆転させられる」といった意図の元にこの武器を出したと発言している。この言葉は最終決戦で証明されることになるが、同時にシェルジュの死という結果までもたらしてしまうこととなる。

ラ・アルメイアの幻砦
リプレイのタイトルにもなっている「ラ・アルメイアの幻砦」はこの世界に存在する古代の「七つの砦」の一つ。幻砦はその場所があきらかになっていない唯一の七砦で、『セブン＝フォートレスRPG』の頃から幻砦はラース＝フェリアの大きな謎の一つとされていた。
幻砦の正体は建築物ではなくラ・アルメイア大陸そのものである。そもそもラ・アルメイア大陸自体がエルオースの神玉を地底に封じている巨大な「蓋」なのである。

## リプレイの結末と『セブン＝フォートレス』への影響
『ラ・アルメイアの幻砦』は最終的にエルオースを倒せるシェルジュが死亡するというバッドエンドで終わっている。エルオースの完全復活は行われなかったため世界の完全な崩壊こそ免れたものの、冥界の封印は解かれラース＝フェリアと完全につながり、ラース＝フェリアが冥界の瘴気に包まれて闇に落ちるという結果となった。
「砦シリーズ」リプレイは世界設定においては「正史」として扱われるため、このリプレイの結末もそれ以後の『セブン＝フォートレス』に組み込まれた。ただし、世界観のあまりの変貌があるゆえに、これ以降の『セブン＝フォートレス』の展開はルールのバージョンアップと同時に行うこととなり、バージョンアップの準備が整うまで『セブン＝フォートレス V3』関連の展開は約2年に渡り休止した（休止期間が長かったのは『ナイトウィザード』のルールバージョンアップと時期を同じくするためという事情もあった）。この結果『ゲーマーズ・フィールド』の目玉記事であった「砦シリーズ」リプレイも約3年の休載を余儀なくされることになる（この空白は『アルシャードff』リプレイ『時計仕掛けの破壊神』や『アルシャードガイアRPG』リプレイ『虹の彼方から』、『トーキョーN◎VA The Detonation』リプレイ『夜歩く』などによって埋められた）。
ルール第4版『セブン＝フォートレス メビウス』の発売が正式に決定したことで、2007年より『V3』の展開は再開された。2007年6月には連載終了から二年の期間を経て『ラ＝アルメイアの幻砦』が文庫化され、続く7月には『幻砦』の後の変貌した世界での冒険を描くシナリオ集『ラース＝フェリアの嵐』が発売された。このシナリオ集は『メビウス』のプレストーリーにもなっている。

## 魔王デスノートの名前について
魔王デスノートの名前は「超ド級の力を持つ死神」という意味からきている。すなわち、死神を意味するDeathに、超ド級の語源である戦艦ドレッドノート (HMS Dreadnought)からnoughtをつけて、「Death･nought」と名づけられたわけである。
『週刊少年ジャンプ』に連載されていた漫画の『DEATH NOTE』を決して意識したわけではなかったのだが、リプレイの連載時期が『DEATH NOTE』の連載時期と被っていたため、連載中は読者から様々な憶測が流れた。
漫画の『DEATH NOTE』は『週刊少年ジャンプ』2003年36号に載った読みきり版が初出である。この『週刊ジャンプ』36号が発売されたのは奇しくも『幻砦』の第一話が載った『ゲーマーズ・フィールド』8th season Vol.1とほぼ同時期であった。そのため、連載第三話で魔王デスノートの名前が初登場したときに『DEATH NOTE』からのパクリ疑惑（読みきり版掲載時は知名度の低い作品だったためにパクリの対象になり得そうという印象もあった）の声などが聞かれた。このパクリ疑惑については、「砦シリーズ」は基本的に1回のセッションを数回に分割して連載しているため、読者の視点からは「連載の一話一話を毎月一回ずつプレイしている」錯覚が生じてしまうゆえの誤解が根底にある。
事実、『幻砦』連載第一話から五話近くまではたった一回のセッションの結果を分割して掲載されたものであり、第一話開始の時点ですでに「魔王デスノート」という名前は存在していた。もちろん第一回のセッションが行われた時期は、読みきり版『DEATH NOTE』が掲載されるよりも前である。
とはいえ、連載版『DEATH NOTE』が開始されて人気が出てからは、パクリめいた印象はぬぐいきれなかったのは確かでもある。このことについては連載時は一切の言及はなかったのだが、2007年に発売された文庫版の後書きでここで記述したような真相が語られている。

## 作品一覧
- ラ・アルメイアの幻砦 V3 (上・下)（ISBN 978-4757735613 (上)・ISBN 978-4757735620 (下) / ファミ通文庫 / エンターブレイン）
  - 2007年発売。シェルジュ＝ガェア役の大畑顕と菊池たけしとの対談を収録。「魔王デスノート」の一件やスタンダードRPGシステム誕生の経緯にも触れている。